# Bruce Springsteen
Bruce Frederick Joseph Springsteen (Long Branch, 23 de setembro de 1949) é um cantor, compositor, violonista e guitarrista norte-americano. Durante a sua carreira, iniciada em 1969, Bruce já recebeu vários prémios importantes, como 20 Grammys, 4 American Music Awards e 1 Oscar, tendo já vendido mais de 120 milhões de discos.
Nas letras das suas músicas, Bruce deixa evidenciado o seu patriotismo, e é uma espécie de porta-voz dos trabalhadores, muitas vezes mencionados nas suas canções. O álbum Born to Run está na lista dos 200 álbuns definitivos no Rock and Roll Hall of Fame.
O artista também participou na música "We Are the World", uma parceria de 45 cantores que tinha o objetivo de arrecadar fundos para o combate da fome na África, escrita por Michael Jackson e Lionel Richie. As 45 estrelas formaram o grupo USA for Africa.

## Biografia
Bruce Frederick nasceu em Long Branch, Nova Jérsei, em 23 de setembro de 1949 e passou a sua infância e juventude em Freehold Borough, também no estado de Nova Jérsei. O pai dele, Douglas, era de origem holandesa e irlandesa, e, entre outros empregos, trabalhava como motorista de ônibus. A mãe dele, Adele Ann, tinha ascendência italiana e trabalhava como secretária.

### 1962–1974: Começo da carreira
Aos 13 anos, Bruce ganhou de sua mãe seu primeiro violão. Quando ele fez 16 anos, sua mãe o presenteou com uma guitarra da marca Kent, sobre a qual ele escreveu a canção "The Wish".
Em 1965, Bruce começou a frequentar a casa de Tex e Marion Vinyard, que auxiliavam jovens músicos da cidade. Eles o ajudaram a ingressar na banda The Castiles, primeiramente como guitarrista, depois como vocalista também. O The Castiles gravou duas músicas originais e fez shows em diversos bares e cafés. Marion Vinyard disse que acreditou no jovem Springsteen quando ele prometeu que seria famoso.
No final dos anos 1960, Bruce entrou em um trio chamado Earth, que fez vários shows em clubes nos arredores de Nova Jérsei. Durante esse período, ele ganhou o apelido de The Boss ("O Chefe"). Entre 1969 e 1971, Bruce tocou em uma banda chamada Steel Mill, cujos demais integrantes eram Danny Federici, Vini Lopez, Vinnie Roslin e posteriormente Steven Van Zandt e Robbin Thompson. Depois de 1971, ele tocou em diversas bandas, sempre em lugares pequenos como bares, clubes e escolas: Dr Zoom & the Sonic Boom (1971), Sundance Blues Band (1971), e The Bruce Springsteen Band (1971–1972).

### 1975–1983: Ascensão
Em 1972, Springsteen assinou um contrato com a Columbia Records, através de John Hammond, que dez anos antes intermediara o primeiro contrato entre Bob Dylan e a gravadora. Bruce trouxe, então, diversos de seus colegas músicos de Nova Jérsei para tocar com ele, formando a E Street Band (ainda que demorasse alguns anos para que eles fossem chamados assim). Seu primeiro álbum, Greetings from Asbury Park, N.J., lançado em janeiro de 1973, teve uma boa recepção da crítica, ainda que não tenha vendido bem na época.
Em setembro de 1973, The Wild, the Innocent & the E Street Shuffle, segundo álbum de Bruce, foi lançado, recebendo o mesmo aval por parte da crítica e mantendo o pouco apelo comercial do trabalho anterior. Esse álbum demonstra uma musicalidade mais R&B, diferentemente do primeiro álbum, que tendia mais para o folk (influência de Bob Dylan). A canção "Rosalita (Come Out Tonight)" continua uma das favoritas dos fãs, bastante presente nos concertos de Bruce até hoje.
No dia 22 de maio de 1974, o jornalista Jon Landau escreveu uma resenha sobre um show de Bruce em Boston para a revista The Real Paper
que dizia o seguinte: "Eu vi o futuro do rock n' roll e seu nome é Bruce Springsteen. Em uma noite na qual eu precisei me sentir jovem, ele me fez sentir como se escutasse música pela primeira vez." Landau posteriormente se tornaria empresário e produtor de Bruce, o ajudando a finalizar o álbum Born to Run.

### 1984–1991: Auge
O álbum Born to Run, lançado no dia 25 de agosto de 1975, alcançou o sucesso comercial tanto almejado por Springsteen. O disco ficou em 3° lugar nos Estados Unidos e, embora não tenha nenhuma música considerada hit, "Born to Run", "Thunder Road", "Tenth Avenue Freeze-Out", e "Jungleland" são presenças obrigatórias nos concertos de Bruce até hoje e são constantemente tocadas em rádios de rock mundo a fora. A gravação desse álbum foi feita num período tumultuado, pois demorou 14 meses para ser gravado, sendo 6 meses dedicados apenas à canção "Born to Run", fator que causou grande frustração e tristeza em Bruce.
Após o lançamento de Born to Run, Bruce se envolveu em um processo judicial contra Mike Appel, que produziu seus dois primeiros álbuns e coproduziu, ao lado de Jon Landau, o terceiro. O processo, que acabou por meio de um acordo entre ambas as partes, se estendeu por aproximadamente um ano, período no qual Bruce aproveitou para fazer outra extensa turnê pela América do Norte.
Em junho de 1978, saiu o quarto álbum de estúdio de Bruce Springsteen, intitulado Darkness on the Edge of Town, que alcançou o 5° lugar nos Estados Unidos, onde já vendeu mais de 3 milhões de cópias.
No final dos anos 1970, Springsteen começou a compor músicas para outros músicos/bandas. No começo de 1977, a banda Manfred Mann's Earth Band alcançou o 1° lugar da parada estadunidense de músicas pop com o cover de "Blinded by the Light", presente no álbum "Greetings from Asbury Park, N.J." Em 1978, Patti Smith alcançou o 13° lugar nos Estados Unidos com a música "Because the Night", e em 1979, The Pointer Sisters emplacaram "Fire", no 2° lugar dos Estados Unidos.

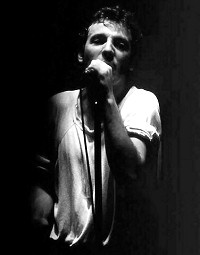
Bruce Springsteen cantando em Drammen, Noruega, durante a River Tour, em 1981

Em setembro de 1979, Bruce e a E Street Band se juntaram a vários artistas, como James Taylor, Carly Simon e Chaka Khan, para duas apresentações no Madison Square Garden, em protesto contra o uso da energia nuclear. As apresentações foram lançadas como álbum ao vivo e documentário, intitulado "No Nukes", que marcaram o primeiro lançamento oficial de material gravado ao vivo da carreira de Bruce.
O álbum seguinte de Bruce, The River, consolidou o estilo de suas canções focadas na classe operária. As canções desse álbum apresentam um paradoxo intencional entre canções alegres, mais voltadas para o pop-rock, e baladas emocionalmente intensas. Essa mudança de sonoridade antecipou o estilo escolhido durante os anos 1980, mantendo Bruce nas paradas de sucesso. Com esse trabalho, Bruce conseguiu emplacar seu primeiro single no Top 10, a canção "Hungry Heart". O álbum vendeu muito bem, e sua turnê de promoção contou com a primeira longa excursão pela Europa e terminou após uma série de show nas principais arenas norte-americanas.
The River foi sucedido pelo disco Nebraska, lançado em 1982. As gravações desse álbum, que conta com várias músicas em formato acústico, serviram apenas para reparar alguns poucos erros nos demos, gravados na casa de Bruce com um simples e antiquado gravador. Canções compostas durante esse período de gravações e que não foram inclusas no álbum, como "Glory Days" e "Born in the U.S.A.", foram lançadas no seguinte álbum seguinte. Segundo o jornalista Dave Marsh, Bruce estava com depressão quando escreveu o material para o álbum, causada pela decepção com a brutal queda do padrão de vida estadunidense. Apesar desse álbum não ter vendido tanto quanto seus dois antecessores, recebeu excelentes críticas, recebendo o título de "Álbum do Ano", concedido pela revista Rolling Stone, e influenciando outros artistas, como o U2.
O disco Born in the U.S.A. foi lançado em 1984, vendeu 15 milhões de unidades só nos Estados Unidos e se tornou um dos álbuns mais bem sucedidos de todos os tempos, emplacando sete singles no Top 10 estadunidense. O título se refere ao tratamento recebido pelos veteranos da Guerra do Vietnã, alguns dos quais amigos e colegas de banda de Bruce. Os videoclipes das canções do álbum foram feitos pelos prestigiados diretores Brian De Palma e John Sayles. As letras das músicas são muito diretas, mas várias pessoas não entenderam a da faixa-título, que foi acusada de nacionalista e ufanista, apesar de conter críticas à posição do país na Guerra do Vietnã. Alguns anos depois, para acabar com qualquer mal entendido e reforçar o sentido original da canção, Bruce passou a tocar "Born in the U.S.A." apenas com o acompanhamento do violão (essa versão aparece no álbum Tracks). "Dancing in the Dark" foi o single de maior destaque do álbum, alcançando o 2° lugar nos Estados Unidos. No clipe dessa música, a jovem atriz Courtney Cox aparece dançando com Bruce (essa participação alavancou a carreira dela). A canção "Cover Me" foi escrita originalmente para Donna Summer, mas Bruce foi convencido a gravar a música. Grande fã do trabalho de Donna, ele escreveu outra música para ela, "Protection". Durante a turnê de "Born in the U.S.A.", Bruce conheceu a atriz Julianne Phillips, com quem se casaria em 1985.
Em 1985, Bruce aceitou o convite para ser, ao lado de Michael Jackson, Lionel Richie e muitos outros, um dos intérpretes da música "We Are the World", cujos lucros foram destinados a projetos beneficentes na África.

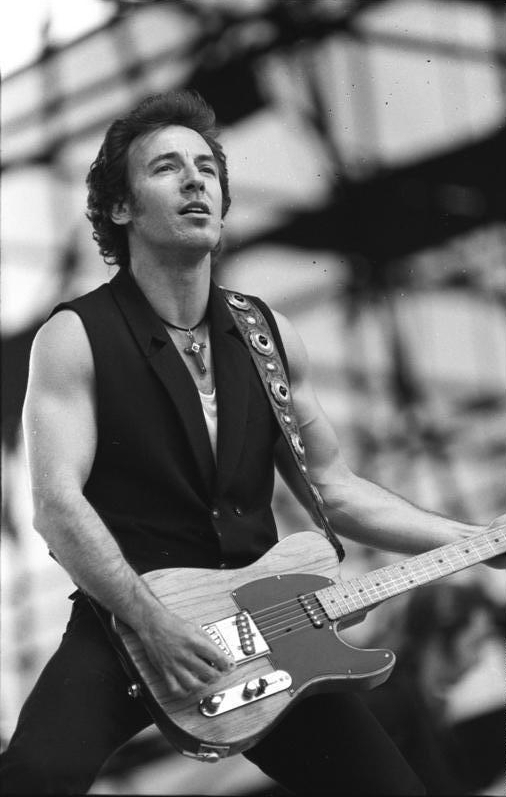
Bruce Springsteen tocando em Berlim, 1988

Lançado no final de 1986, o box Live/1975–85 se tornou o primeiro box a assumir o 1° lugar nos Estados Unidos. Esse álbum contém 3 cds ou cassetes, e se tornou um dos álbuns "ao vivo" mais vendidos de todos os tempos, superando os 13 milhões de unidades vendidas só na América do Norte.
Durante a década de 1980, diversas revistas e fanzines dedicadas a Bruce foram criadas, inclusive a Backstreet, criada em 1980 em Seattle e que funciona até hoje.
Após o pico comercial, Bruce lançou Tunnel of Love, em 1987. A subsequente turnê Tunnel of Love Express não teve algumas músicas que o público gostava e apresentou mudanças no arranjos de algumas outras.
Em 1988, a relação de Bruce com a cantora da sua banda de apoio Patti Scialfa se tornou pública e ele se divorciou oficialmente de Julianne. Após liderar a turnê mundial Human Rights Now! (cujos lucros foram revertidos para a Anistia Internacional em 1988, Springsteen dissolveu a E Street Band e se mudou com Patti para a Califórnia, onde eles se casaram em 1991.

### 1992–1998: Irregularidade profissional
Em 1992, Bruce lançou dois álbuns de uma vez só. Human Touch e Lucky Town apresentam uma sonoridade mais introspectiva do que qualquer um dos trabalhos anteriores de Springsteen. Os álbuns alcançaram boas posições na América do Norte e na Europa.
Em 1994, Bruce ganhou um Oscar pela trilha sonora do filme Filadélfia, "Streets of Philadelphia". Tanto a canção quanto o filme fazem um retrato simpático de um homossexual morrendo com AIDS.
Em 1995, após reunir temporariamente a E Street Band para a gravação de algumas músicas para seu primeiro "Greatest Hits" (essas gravações foram filmadas e saíram no documentário Blood Brothers), Bruce lançou o álbum The Ghost of Tom Joad, inspirado nos livros clássicos The Grapes of Wrath, de John Steinbeck, e Journey to Nowhere: The Saga of the New Underclass, de Dale Maharidge e Michael Williamson. Esse álbum não teve a mesma boa recepção do seu similar Nebraska, devido às fracas melodias e ao alto conteúdo político das canções, apesar do destaque dado a imigrantes e outras minorias. A subsequente Ghost of Tom Joad Tour, que trouxe versões acústicas e drasticamente alteradas dos velhos clássicos, passou apenas por pequenas casas de shows e Bruce teve que pedir para a plateia não aplaudir e ficar silenciosa durante o show.
Após o término da turnê, Springsteen se mudou novamente para Nova Jérsei. Em 1998, foi lançado um box com quatro discos apenas com canções previamente gravadas e que haviam ficado de fora dos álbuns anteriores, Tracks. Posteriormente, Springsteen declararia que os anos 1990 foram "anos perdidos" para sua carreira devido a escassez e a má recepção de seus trabalhos.

### 1999–2007: Retorno ao sucesso
Springsteen foi introduzido no Rock and Roll Hall of Fame em 1999, pelo amigo Bono do U2. Nesse mesmo ano, ele e a E Street Band fizeram uma turnê de reunião, que foi muito bem sucedida.

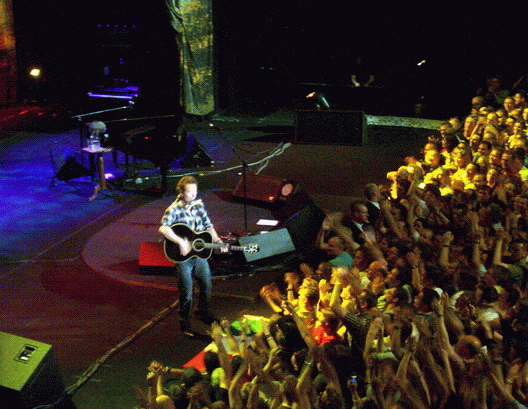
Bruce na Alemanha, em 2005.

Em 2002, o álbum The Rising foi lançado e acabou sendo um sucesso de público e crítica. Em abril de 2005, foi lançado o disco Devils & Dust, que vendeu mais de 650 mil cópias nos Estados Unidos. O décimo quarto álbum de estúdio, We Shall Overcome: The Seeger Sessions, estreou em terceiro lugar nos mais vendidos. O próximo álbum, Magic, também lançado com a E Street Band, acabou sendo um dos álbuns mais bem sucedidos do artista naquela década. Bruce então saiu, novamente, em uma grande turnê pelo mundo.

### 2008–presente: Atividades recentes
Democrata ativo, Bruce foi uma das primeiras celebridades a manifestar apoio ao candidato Barack Obama na corrida para a presidência dos Estados Unidos em 2008. Durante a campanha, ele apareceu por diversas vezes ao lado do então senador e fez alguns shows em comícios para angariar fundos e apoio a campanha. Em um comício em Cleveland, ele tocou pela primeira vez o single "Working on a Dream". Em janeiro de 2009, em um show feito para comemorar a vitória de Obama, Bruce foi um dos principais artistas a se apresentar.
Em 11 de janeiro de 2009, Springsteen venceu o Globo de Ouro de melhor canção original por "The Wrestler", que havia sido lançada para trilha sonora de um filme de mesmo nome da canção.
Bruce então se apresentou no aclamado show do intervalo do Super Bowl XLIII em 1 de fevereiro de 2009, aceitando a oferta depois de várias recusas em anos anteriores. Ele mais tarde chamaria esse pequeno show de "uma festa de 12 minutos" e o aclamou como uma de suas melhores performances.
Em janeiro de 2009, ele e sua banda lançaram oficialmente o álbum Working on a Dream. O lançamento foi seguido por uma longa turnê mundial.

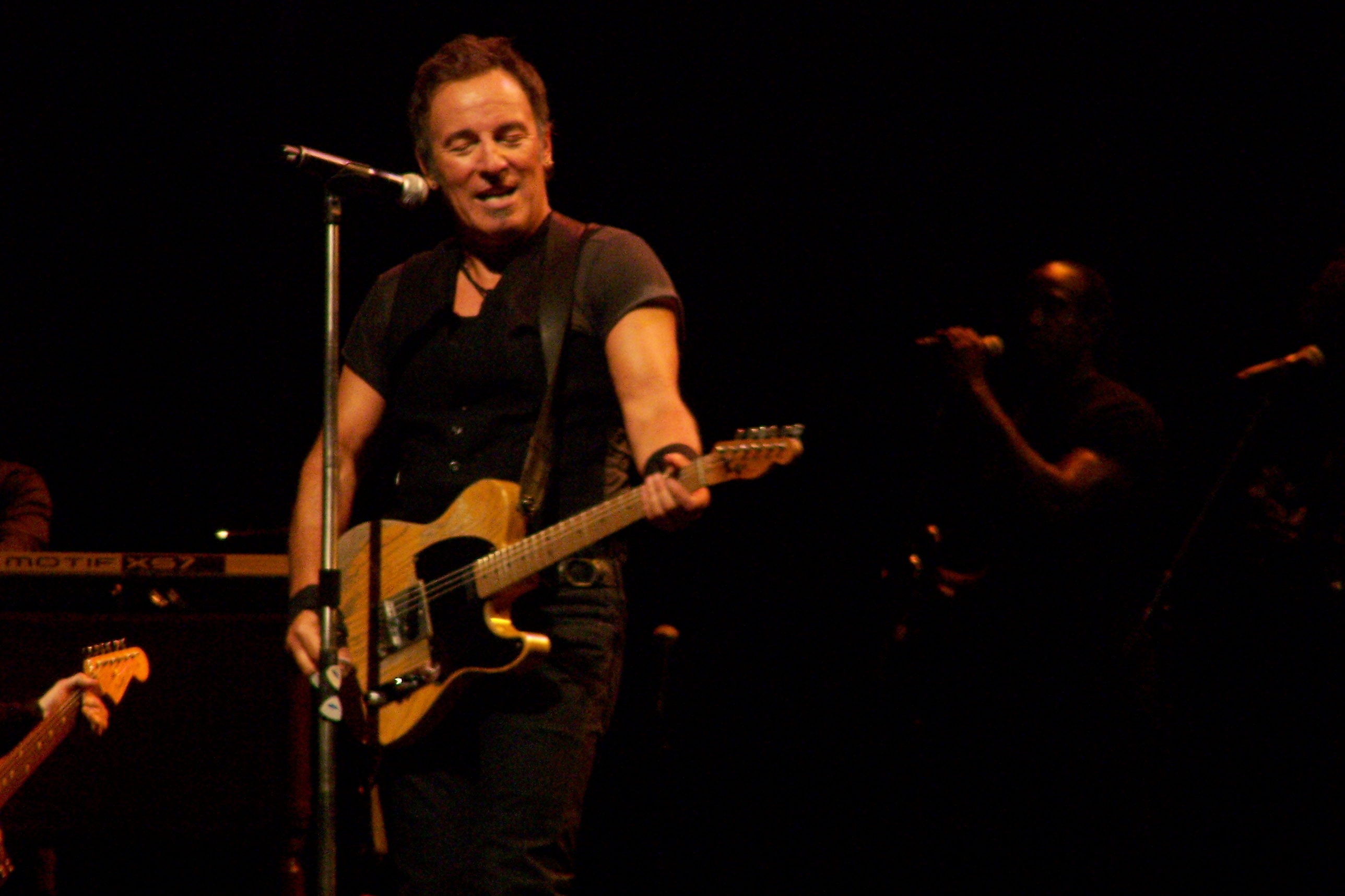
Springsteen se apresentando ao vivo.

O 17º álbum lançado por Bruce Springsteen, Wrecking Ball, foi lançado em 6 de março de 2012. Em 13 de janeiro, o jornal Hollywood Reporter já havia elogiado as amostras das canções feitas para o disco. De acordo com o artigo, este álbum se tornou o "mais agressivo de Springsteen e fala sobre as dificuldades econômicas do país". As influências e a sonoridade do disco também fou muito elogiado pela crítica. O primeiro single, a canção "We Take Care of Our Own", foi lançado em 19 de janeiro de 2012. Wrecking Ball se tornou o décimo álbum de Bruce a alcançar o topo das paradas dos mais vendidos nos Estados Unidos. Apenas os The Beatles (19) e o rapper Jay-Z (12) tem mais discos nos topos das paradas. Wrecking Ball derrubou o álbum 21, da cantora Adele, do topo das paradas após 23 semanas consecutivas em número um.
Wrecking Ball, junto com o single "We Take Care of Our Own", foram nomeado a três Grammy Awards, incluindo por Melhor Performance de Rock e Melhor Canção de Rock por "We Take Care of Our Own" e também recebeu uma nomeação de Melhor Álbum de Rock.
Em outubro de 2012, apesar de ter declarado que não faria nada político, Springsteen acabou participando da campanha a reeleição do presidente Barack Obama, tocando em Ohio, Iowa, Virginia, Pittsburgh e Wisconsin com o objetivo de angariar fundos para a campanha de Obama. Ele inclusive escreveu a canção "Forward" especialmente para a ocasião da eleição. A campanha de Obama também usou a canção "We Take Care of Our Own" nas propagandas e esta canção também foi tocada na festa da vitória do candidato.
Em 2012, a revista Rolling Stone nomeou o CD Wrecking Ball o álbum número um do ano no seu Top 50.
Em setembro de 2013, Bruce fez um show histórico no festival Rock In Rio, realizado no Rio de Janeiro, na cidade do rock. O show teve mais de 2 horas e 40 minutos de duração e Springsteen surpreendeu os fãs, tocando todas as músicas do álbum Born In the U.S.A.
Em janeiro de 2014, Springsteen lançou seu décimo oitavo álbum, High Hopes. A maioria das canções eram covers de canções já gravadas por Bruce, incluindo o primeiro single. A E Street Band então saiu em turnê, apoiados pelo guitarrista Tom Morello.
High Hopes se tornou o décimo primeiro álbum de Bruce Springsteen a estrear em primeiro lugar nas paradas dos mais vendidos nos Estados Unidos. Ele também estreou no topo das paradas na Austrália, Alemanha, Nova Zelândia e Reino Unido.
Em abril de 2014, a E Street Band entrou no Rock and Roll Hall of Fame. Springsteen já havia entrado neste seleto grupo como artista solo em 1999.

## Vida pessoal
Bruce Springsteen está casado desde 8 de junho de 1991 com a cantora e guitarrista Patti Scialfa, mãe dos seus três filhos: Evan James (nascido a 25 de julho de 1990 (34 anos)), Jessica Ray (nascida a 30 de dezembro de 1991 (33 anos)) e Sam Ryan (nascido a 5 de janeiro de 1994 (31 anos)).
Em 2018 revelou que luta contra a depressão desde 1982 e que ainda não se sente completamente bem, tomando vários medicamentos para se manter equilibrado.

## Discografia
Álbuns de estúdio
- Greetings from Asbury Park, N.J. (1973)
- The Wild, the Innocent & the E Street Shuffle (1973)
- Born to Run (1975)
- Darkness on the Edge of Town (1978)
- The River (1980)
- Nebraska (1982)
- Born in the U.S.A. (1984)
- Tunnel of Love (1987)
- Human Touch (1992)
- Lucky Town (1992)
- The Ghost of Tom Joad (1995)
- The Rising (2002)
- Devils & Dust (2005)
- We Shall Overcome: The Seeger Sessions (2006)
- Magic (2007)
- Working on a Dream (2009)
- Wrecking Ball (2012)
- High Hopes (2014)
- Western Stars (2019)
- Letter to You (2020)
- Only the Strong Survive (2022)